# Logoteta del pretorio
El Logoteta del Pretorio (en griego: λογοθέτης τοῦ πραιτωρίου; transliteración, logothetēs tou praitōriou) era un alto funcionario que servía de ayudante –junto con los symponos– del Eparca de Constantinopla, la capital del Imperio bizantino. La evidencia literaria y sigilográfica atestigua la existencia de esta función desde finales del siglo VII o principios del siglo VIII hasta el siglo XI. Su papel exacto no está muy claro, pero, dado que el praitōrion era una de las prisiones principales de la capital, sus funciones probablemente estaban relacionadas con la justicia y la policía..